# Loxoconcha affinis
Loxoconcha affinis is een mosselkreeftjessoort uit de familie van de Loxoconchidae. De wetenschappelijke naam van de soort is voor het eerst geldig gepubliceerd in 1866 door Brady.